# V.League Top Match 2009 (maschile)
Il V.League Top Match 2009 si è svolto dal 25 al 26 aprile 2009: al torneo hanno partecipato due squadre di club giapponesi e due squadre di club sudcoreane; la vittoria finale è andata per la prima volta ai Toray Arrows.

## Regolamento
La competizione prevede che vi prendano parte 4 squadre: 2 provenienti dalla V-League sudcoreana e due provenienti dalla V.Premier League giapponese. È previsto un round-robin nel quale però non si scontrano le formazioni provenienti dallo stesso campionato. Ogni vittoria vale un punto. Vince la squadra che ottiene più vittorie, ma, in caso di arrivo a pari punti, viene preso in considerazione prima il quoziente punti e poi, eventualmente, il quoziente set.

## Partecipanti
- Samsung Bluefangs
- Hyundai Skywalkers
- Sakai Blazers
- Toray Arrows

## Torneo

### Risultati
| 25 aprile 2009 Palestra Comunale, Fukuoka Durata: 1h:27 - Spettatori: 2 010 | Sakai Blazers | 1 - 3 | Samsung Bluefangs  | 16-25, 26-24, 16-25, 22-25 |
| 25 aprile 2009 Palestra Comunale, Fukuoka Durata: 1h:34 - Spettatori: 1 710 | Toray Arrows  | 3 - 1 | Hyundai Skywalkers | 19-25, 25-20, 26-24, 25-22 |
| 26 aprile 2009 Palestra Comunale, Fukuoka Durata: 1h:17 - Spettatori: 2 200 | Sakai Blazers | 3 - 0 | Hyundai Skywalkers | 25-22, 25-22, 25-20        |
| 26 aprile 2009 Palestra Comunale, Fukuoka Durata: 1h:34 - Spettatori: 2 300 | Toray Arrows  | 3 - 1 | Samsung Bluefangs  | 25-15, 20-25, 26-24, 25-23 |

### Classifica
| Pos. | Squadra            | Pt | G | V | P | SV | SP | Ratio | PF  | PS  | Ratio |
| ---- | ------------------ | -- | - | - | - | -- | -- | ----- | --- | --- | ----- |
| 1.   | Toray Arrows       | 2  | 2 | 2 | 0 | 6  | 2  | 3.000 | 191 | 178 | 1.073 |
| 2.   | Samsung Bluefangs  | 1  | 2 | 1 | 1 | 4  | 4  | 1.000 | 186 | 186 | 1.000 |
| 3.   | Sakai Blazers      | 1  | 2 | 1 | 1 | 4  | 3  | 1.333 | 155 | 163 | 0.950 |
| 4.   | Hyundai Skywalkers | 0  | 2 | 0 | 2 | 1  | 6  | 0.166 | 155 | 170 | 0.911 |

## Premi individuali
| Premio                 | Giocatore        | Squadra            |
| ---------------------- | ---------------- | ------------------ |
| MVP                    | Tatsunori Kakuda | Toray Arrows       |
| Most Impressive Player | Lee Sun-kyu      | Hyundai Skywalkers |